# Элиозишвили, Мераб Абелович
Мераб Абелович Элиозишвили (18 декабря 1934, Цхинвали, Юго-Осетинская автономная область, ГССР, СССР — 14 января 2012, Тбилиси, Грузия) — грузинский советский писатель, сценарист, драматург, киноартист.

## Биография
Сын агронома. В 1957 году окончил арабское отделение факультета востоковедения Тбилисского государственного университета.
Член Союза кинематографистов Грузинской ССР.

## Творчество
Первые публикации Мераба Элиозишвили появились в 1958 году. Автор рассказов, повестей, пьес, киносценариев.
Патриарх грузинского кино Резо Чхеидзе о Мерабе Элиозишвили сказал: 

Это оригинально мыслящий, пустой, но отмеченный некоей таинственностью человек. Я не знаю кого-либо другого, кто бы изъяснялся подобно ему так сладкозвучно. Обычно в жизни так не говорят. Словно зачарованный, слушаю я речь Мераба, неизъяснимую красоту его словосочетаний. Для меня это настоящая тайна.
В этом его необыкновенная привлекательность и неповторимость. Мераб блистательный писатель! Его проза, пьесы, киносценарии отличаются своей непохожестью на других, «Старые зурначи» — целая эпоха в грузинской литературной и театральной жизни. Исключительным обаянием наделил он образ Сосаны в киношедевре «Большая зеленая долина». Сегодня Мераб, облачившись в рясу, указывает нам дорогу к Богу, молится за спасение нашей Отчизны.
— http://dlib.eastview.com/browse/doc/2083837 РЫЦАРЬ ЧЕСТИ И ДУХОВНОСТИ
Писатель и сценарист Мераб Элиозишвили — новопосвященный диакон Элиоз, в 1995 году написал книгу о своем путешествии с богомольцами в южногрузинское село Фока возле озера Паравани, где находится миссионерский женский монастырь св. Нино, ставший ныне центром светского образования и культуры Самцхе-Джавахети.

## Избранная библиография
- «Ожидание» («Молодини») — сборник рассказов и очерков (1961)
- «Бабушка и внучата» — сборник рассказов (1964)
- «Красные быки Сино» — сборник рассказов (1968)
- «Старые зурначи» («Бебери мезурнееби») — сборник рассказов (1968)
- «Старые зурначи» (пьеса) (1966), была поставлена на сцене Тбилисского театра им. Шота Руставели
- «Берикони» (пьеса)
- «Да и нет» (1987)
- «Бебери Мезурнееби». Рассказы. (2010)

и другие.

## Киносценарии
- 1961 — «Пути и перепутья»
- 1964 — «Белый караван» («Тетри каравани») — пастух
- 1967 — «Большая Зелёная долина» («Диди мцване вели»)
- 1969 — «Бабушки и внучата»
- 1972 — «Старые зурначи»
- 1977 — «Возвращение»

## Роли в кино
Мераб Абелович Элиозишвили снялся в ряде фильмов снятых на студии «Грузия-фильм» по его сценариям.
- 1964 — Белый караван — Балта
- 1970 — Не горюй! — духанщик
- 1973 — Здравствуй, сосед! (телевизионный)
- 1974 — Чудаки — Трифония, муж Маргариты, машинист поезда
- 1977 — Приди в долину винограда — управляющий колхозом
- 1977 — Возвращение

### Награды
- В 1964 году в Ленинграде на ВКФ—64 — фильм «Белый караван» был удостоен премии за поэтическое киноповествование о человеке и труде.
- в 1965 году — премии Ленинского комсомола Грузинской ССР.